# وانادیم(V) اکسید
اکسید وانادیم(V) (به انگلیسی: Vanadium(V) oxide) (وانادیا) یک ترکیب غیر آلی با فرمول V2O5 است که عموماً با نام وانادیم پنتاکسید شناخته می‌شود و دارای شناسه پاب‌کم ۱۴۸۱۴ است. جرم مولی آن ۱۸۱٫۸۸۰۰ گرم بر مول می‌باشد. شکل ظاهری این ترکیب، جامد زرد است. از دیدگاه صنعتی، مهمترین ترکیب وانادیوم است که ماده اصلی سازنده آلیاژهای وانادیوم است و یک کاتالیزور صنعتی است که به‌طور گسترده استفاده می‌شود.